# Leposternon
Leposternon is een geslacht van wormhagedissen uit de familie wormhagedissen sensu stricto (Amphisbaenidae).

## Naam en indeling
De wetenschappelijke naam van de groep werd voor het eerst voorgesteld door Johann Georg Wagler in 1824. Er zijn elf soorten, inclusief de pas in 2018 beschreven soort Leposternon mineiro.
De wetenschappelijke geslachtsnaam Leposternon betekent vrij vertaald 'nuikschubbigen'; lepos = schub en sternon = buik.

### Soorten
Het geslacht omvat de volgende soorten die onderstaand zijn weergegeven, met de auteur en het verspreidingsgebied.
| Naam                      | Auteur                                            | Verspreidingsgebied                              |
| ------------------------- | ------------------------------------------------- | ------------------------------------------------ |
| Leposternon bagual        | Ribeiro, Santos & Zaher, 2015                     | Argentinië                                       |
| Leposternon cerradensis   | Ribeiro, Vaz-Silva & Santos, 2008                 | Brazilië                                         |
| Leposternon infraorbitale | Berthold, 1859                                    | Brazilië                                         |
| Leposternon kisteumacheri | Porto, Soares & Caramaschi, 2000                  | Brazilië                                         |
| Leposternon maximus       | Ribeiro, Nogueira, Cintra, Da Silva & Zaher, 2011 | Brazilië                                         |
| Leposternon microcephalum | Wagler, 1824                                      | Brazilië, Bolivia, Paraguay, Uruguay, Argentinië |
| Leposternon mineiro       | Ribeiro, Lima-Silveira & Santos, 2018             | Brazilië                                         |
| Leposternon octostegum    | Duméril in Duméril & Duméril, 1851                | Brazilië                                         |
| Leposternon polystegum    | Duméril in Duméril & Duméril, 1851                | Brazilië                                         |
| Leposternon scutigerum    | Hemprich, 1820                                    | Brazilië                                         |
| Leposternon wuchereri     | Peters, 1879                                      | Brazilië                                         |

## Verspreiding en habitat
De soorten komen voor in delen van Zuid-Amerika en leven in de landen Argentinië, Bolivia, Brazilië, Paraguay en Uruguay. Negen soorten komen endemisch voor in Brazilië. De habitat bestaat onder andere uit vochtige tropische en subtropische laaglandbossen en zowel vochtige als droge savannen.

## Beschermingsstatus
Door de internationale natuurbeschermingsorganisatie IUCN is aan drie soorten een beschermingsstatus toegewezen. Twee soorten worden beschouwd als 'veilig' (Least Concern of LC) en de soort Leposternon scutigerum staat te boek als 'onzeker' (Data Deficient of DD).